# Directory

Pictogram voor een 'map'

Een directory of map is een groepering van bestanden en/of subdirectory's in een bestandssysteem.
Deze digitale directory's of mappen kunnen worden gebruikt om gerelateerde bestanden te groeperen om zo orde te scheppen. Een directory in een directory wordt een subdirectory of submap genoemd. De directory's in een bestandssysteem vormen een hiërarchie in de vorm van een boomstructuur.

## Map
Andere namen die gebruikt worden voor directory zijn catalog, map en folder. De benamingen map en folder zijn vooral in gebruik bij besturingssystemen met een grafische gebruikersinterface, zoals macOS en Windows. Strikt genomen worden de termen map en folder gebruikt als een metafoor voor de directory. Het Engelse woord folder geeft aan dat iets bij elkaar gevouwen is. Er wordt een map, hangmap of ordner mee bedoeld zoals die in een archiefkast gebruikt wordt. Het juiste Nederlandse woord is daarom map.

## Technisch
In de eerste besturingssystemen voor de pc kende het bestandssysteem geen directory's. Bij het CP/M-besturingssysteem stonden alle bestanden gewoon bij elkaar. In MS-DOS 2.0 werden directory's geïntroduceerd. Intern is een naam voor een bestand op dezelfde manier opgeslagen als een directory, maar staat er bij een directory een extra vlag aan. Binnen een directory is ruimte gereserveerd voor bestanden en onderliggende directory's. Het aantal bestanden dat een directory kan bevatten hangt af van het bestandssysteem, maar is in recente bestandssystemen doorgaans zeer groot.

## Standaardnamen
Standaardnamen voor directory's:

### Windows
- "Mijn documenten". Deze map voor de bestanden van de gebruiker zelf. Het is verder onderverdeeld in "Mijn muziek", "Mijn afbeeldingen" en "Mijn video's" etc.
- "Program Files". Deze map is waar onder andere de uitvoerbare code van de programma's staan.
- "Windows". De map "Windows" bevat het besturingssysteem. Daarin zitten vele onderliggende mappen met standaard namen, waar onderdelen van het besturingssysteem zijn opgeslagen.
- "Recycled". Deze map is verborgen en normaal niet zichtbaar. Dit is de prullenbak.
- "_RESTORE". Ook deze map is verborgen. In Windows Me staan hier oudere versies bestanden van programma's en het besturingssysteem. Daarmee kan Windows bij problemen teruggezet worden naar toen het wel goed werkte.
- "Desktop". Het bureaublad
- "System" en "System32". Map voor 16 bit- en 32 bit-stuurprogramma's.
- "Documents and Settings" of "Users". Map met instellingen en bestanden van alle gebruikers.
- "Fonts". Map met lettertypes.

### LinuxenUnix
- "home". In deze directory heeft iedere gebruiker een persoonlijke directory met zijn eigen naam, waarin alle bestanden van de gebruiker komen te staan.
- "boot". Deze directory bevat bestanden om het besturingssysteem op te starten.
- "root". Dit is de persoonlijke directory die bij de root-account hoort.
- "bin". Deze directory bevat de gewone programma's (binary's) die door de gebruikers opgestart kunnen worden.
- "sbin". Deze directory bevat systeemprogramma's
- "media". Deze directory bevat verwijzingen naar alle aangesloten opslagmedia op de computer.

### macOS
Naast de meeste van de Unix-directory's die hierboven genoemd worden (en die afgeschermd worden voor de gebruiker) zijn er ook de volgende. Deze hebben in het bestandssysteem een Engelse naam, maar deze wordt door de Finder in het Nederlands getoond wanneer het besturingssysteem op Nederlands ingesteld is:
- "Afbeeldingen" (Engels: Pictures), "Films" (Movies) en "Muziek" (Music). Deze directory's zijn bedoeld voor de gebruiker om deze soorten bestanden in te bewaren.
- "Bibliotheek" (Library). Hierin worden instellingen van bestanden bewaard. Er is een Bibliotheek voor het hele systeem, en een voor elke gebruiker.
- "Bureaublad" (Desktop). Het bureaublad van de huidige gebruiker,
- "Documenten" (Documents). Directory om de documenten van de gebruiker in te bewaren.
- "Gebruikers" (Users). Deze neemt de plaats in van de home-directory zoals boven genoemd.
- "Programma's" (Applications). Hierin zijn de programma's te vinden die op de computer staan.
- "Publiek" (Public). Een directory die toegankelijk is voor andere gebruikers op dezelfde computer of via het lokale netwerk, zodat bestanden makkelijk uitgewisseld kunnen worden.
- "Systeem" (System). De directory met gegevens die het besturingssysteem zelf nodig heeft.
- "Webpagina's" (Sites). Hierin kunnen zelfgemaakte webpagina's gezet worden, zodat andere mensen ze kunnen zien (omdat deze directory voor de in OS X ingebouwde webserver toegankelijk is).